# Tokyo Darts Masters
| Tokyo Darts Masters | Tokyo Darts Masters               |
| ------------------- | --------------------------------- |
| Sportart            | Darts                             |
| Organisator         | PDC                               |
| Turnierart          | Einladungsturnier                 |
| Austragungsort      | Kokuritsu Yoyogi Kyōgijō, Tokio   |
| Austragungszeitraum | August                            |
| Rekordsieger        | Phil Taylor Gary Anderson (je 1×) |
| letzter Sieger      | Gary Anderson                     |
| Letzte Austragung   | 2016                              |

Das Tokyo Darts Masters war ein Dartturnier, das von der PDC im Rahmen der World Series of Darts veranstaltet wurde. Erstmals unter diesem Namen ausgetragen wurde der Wettbewerb im Jahr 2016, das war auch die letzte Austragung. Im Jahr 2015 lief er unter dem Namen Japan Darts Masters. Austragungsort im Jahr 2015 war die Osanbashi Hall in Yokohama und im Jahr 2016 die Kokuritsu Yoyogi Kyōgijō in Tokio.
Im Jahr 2016 löste Gary Anderson den amtierenden Sieger Phil Taylor ab, als er Michael van Gerwen im Finale mit 8:6 legs bezwang.

## Format
Das Teilnehmerfeld bestand aus 8 – 16 Spielern. Acht davon waren gesetzt und die anderen acht ggf. ungesetzt.
Vor der Saison wurden zusätzlich zu den Top 6 der PDC Order of Merit zwei weitere Wildcards vergeben. Diese acht Spieler bildeten bei jedem Turnier der World Series-Serie die acht gesetzten Spieler. Zudem hatten acht regionale Spieler die Möglichkeit, sich als ungesetzte Spieler zu qualifizieren.
Das Turnier wurde im K.-o.-System gespielt. In der 1. Runde war der Spielmodus best of 11 legs. Die Viertelfinals, die Halbfinals und das Finale wurden alle im best of 15 legs-Modus gespielt.

## Preisgeld
Das Preisgeld für das Tokyo Darts Masters wurde nicht offiziell bekannt gegeben.
Da es sich um ein Einladungsturnier handelte, wurden die erspielten Preisgelder bei der Berechnung der PDC Order of Merit nicht berücksichtigt.

## Finalergebnisse
| Jahr | Austragungsort                  | Sieger        | Ergebnis | Finalist           | Sponsor       | Preisgeld | Preisgeld |
| Jahr | Austragungsort                  | Sieger        | Ergebnis | Finalist           | Sponsor       | Gesamt    | Sieger    |
| ---- | ------------------------------- | ------------- | -------- | ------------------ | ------------- | --------- | --------- |
| 2015 | Osanbashi Hall, Yokohama        | Phil Taylor   | 8 : 7    | Peter Wright       | Zipang Casino | A$220.000 | A$60.000  |
| 2016 | Kokuritsu Yoyogi Kyōgijō, Tokio | Gary Anderson | 8 : 6    | Michael van Gerwen | Zipang Casino | n. A      | n. A.     |